# Leslie Cliff (pattinatore)
Leslie Howard Talbot Cliff (5 giugno 1908 – 2 agosto 1969) è stato un pattinatore artistico su ghiaccio britannico, specializzato nel pattinaggio artistico su ghiaccio a coppie.

## Palmarès
Con Violet Cliff
| Evento                    | 1933 | 1934 | 1935 | 1936 | 1937 | 1938 | 1939 |
| ------------------------- | ---- | ---- | ---- | ---- | ---- | ---- | ---- |
| Giochi olimpici invernali |      |      |      | 7°   |      |      |      |
| Campionati mondiali       |      |      |      | 3°   | 3°   | 4°   | 5°   |
| Campionati europei        | 4°   |      | 7°   | 2°   | 4°   |      |      |